# Kaposi csata
A Kaposi csata a Kapos baranyai szakaszán lezajlott csata a magyarok és a törökök között, 1543. április 13-án, amelyről Kászim szekszárdi török parancsnok tesz említést levelében.
Az Ozoráról, Simontornyáról és Székesfehérvárról jövő várkatonák április 4-én megtámadták Szekszárdot, ahol számos törököt levágtak. A győzelem hatására nekimentek Szekcsőnek, ott azonban már visszaverték őket.

Kászim Jahja és Hajder nevű bégjeit elküldte, hogy a túlélőket összefogdossák. A magyarok a Kapos mellett gyülekeztek, amikor a két bég csapata rájuk bukkant. A törökök egyből nekik estek és szétverték őket, valószínűleg mindenkit levágtak közülük.

Az elfogott katonákból Kászimnak a szultánhoz írt levele szerint azokat a falvakat kellett volna felégetniük, melyek meghódoltak a töröknek Tolnában és Baranyában.
A vereség nem volt súlyos a magyarokra nézve, mivel a szekszárdi és szekcsői akciók is elsősorban a török gyengítését tűzték ki célul, amellyel együtt jár az a kockázat, hogy senki sem térhet vissza élve. A török részéről ezt követően aktív csapatmozgások indultak, melyek tovább készítették a terepet a szultáni sereg számára.